# Salomonöarnas damlandslag i fotboll
Salomonöarnas damlandslag i fotboll representerar Salomonöarna i fotboll på damsidan. Dess förbund är Solomon Islands Football Federation (Salomonöarnas fotbollsförbund).